# Слонимское сражение
Битва под Слонимом — битва между русскими и польско-литовскими войсками, произошедшая 1—2 августа 1794 года во время польского восстания под руководством Тадеуша Костюшко.

## Предыстория
Дивизия генерал-майора Кароля Сераковского (4 890 чел. и 23 орудия), была выслана из Варшавы в Литву для противодействия русскому корпусу под предводительством генерал-поручика Отто Вильгельма Дерфельдера (ок. 10 000 чел.).
После прибытия в Зельву 30 июля Кароль Сераковский соединился с дивизией генерала Антония Хлевинского (3 900 чел., 13 орудий). Обе дивизии получили приказ предотвратить марш русского корпуса под руководством Отто Вильгельма Дерфельдена на Вильнюс, которому угрожал корпус генерал-майора Богдана Кнорринга.
31 июля 1794 года польско-литовские дивизии К. Сераковского и А. Хлевинского выступили из Зельвы за русскими войсками, двигавшимися на Вильнюс (столицу ВКЛ). Польский главнокомандующий Тадеуш Костюшко и литовский командующий генерал-лейтенант Михаил Виельгорский приказали К. Сераковскому и А. Хлевинскому атаковать русские силы в междуречье Западного Буга и Немана.
Под Слонимом находился русский отряд под командованием генерал-майора Бориса Петровича Ласси, который состоял из 3 000 солдат (4 батальона егерей и мушкетеров, 6 эскадронов регулярной кавалерии и 3-4 орудия). Русские войска состояли из обстрелянных и опытных ветеранов, участвовавших в боях с польско-литовским повстанцами.
Генерал-майор Б. П. Ласси со своим отрядом должен был прикрывать главные силы 7-тысячного корпуса генерал-поручика Отто Вильгельма Дерфельдена, действовавшие под Вильнюсом.

## Битва
31 июля польско-литовские войска подошли к Слониму примерно в 5 часов вечера. Несмотря на численное превосходство противника, генерал-майор Борис Ласси вывел свои войска за р. Щару, в слонимский пригород Замостье, где находилась большая мельница и лесопилка. Здесь закрепились 2 батальона старооскольского пехотного полка под командованием полковника Петра Коновницына. Остальные русские и их артиллерия расположились рядом с лесом, на правом берегу р. Щары.
1 августа по приказу К. Сераковского польская артиллерия открыла огонь по позициям русских войск в слонимском пригороде Замостье. Русские в ответ открыли артиллерийский огонь.
2 августа польско-литовские войска пошли в наступление на русские позиции. Во время боя батальоны старооскольского полка П. П. Коновницына перешли через р. Щару, разбили польский пехотный полк и ворвались в предместья Слонима, где заняли многие дома, заняв сильные позиции для обороны.
Генерал Кароль Сераковский остановил отступающих пехотинцев и, перегруппировав свои силы, бросился в атаку. Поляки заняли и сожгли мельницу и лесопилку, изгнав оттуда русских, и осадили пригород Замостье. Литовская кавалерия переправилась через р. Щару и вынудила русских отступить вверх по долине на окраину леса.
Побежденный, но не разбитый генерал-майор Борис Ласси со своим отрядом отступил в лес, лежащий на правом берегу долины реки Щары. Польско-литовские войска прекратили наступательные действия и артиллерийский обстрел, после чего отправились на отдых.
В бою под Слонимом поляки и литовцы потеряли около 100 человек убитыми и ранеными, а русские — более 300 человек убитыми и ранеными.
Русское командованием направило из района Вильнюса под Слоним на помощь отряду Б. Ласси корпус под командованием генерал-поручика Отто Вильгельма Дерфельдена. Литовская дивизия А. Хлевинского 5 августа двинулась на Вильно, а польская дивизия К. Сераковского простояла под Слонимом до утра 7 августа, а затем, чтобы не попасть в окружение, отступила на Ружаны.